# 윤대녕
윤대녕(尹大寧, 1962년 5월 1일 충남 예산군 ~ ) 은 대한민국의 소설가이다.

## 생애
단국대학교 불어불문학을 전공했고 1988년 대전일보 신춘문예에 〈원(圓)〉이 당선되어 등단했다. 1990년〈어머니의 숲〉과 〈사막에서〉로 ‘문학사상’ 신인상을 받았다.
1995년 소설집 《은어낚시통신》이 큰 반향을 일으키면서 90년대를 대표하는 작가로서 분류됐다. 정치/사회 쟁점에 무관심, 도시다운 감수성, 수공업다운 정성이 느껴지는 미문(美文) 등이 돋보인다고 평가받았다.
2000년대 초반 2년간 제주도에서 창작 활동했고 현재 동덕여대 문예창작과 교수로서 재직 중이다.
작품에서는 댄디즘과 개인주의다운 세계를 묘사한 작품을 다수 집필했다.

## 학력
- 단국대학교 불어불문학 학사

## 주요 작품
- 〈원(圓)〉 (1988)
- 〈어머니의 숲〉 (1990)
- 〈사막에서〉 (1990)
- 〈그를 만나는 깊은 봄날 저녁〉 (1991)
- 〈눈과 화살〉 (1991)
- 〈그들과 헤어지는 깊은 겨울밤〉 (1992)
- 〈말발굽 소리를 듣는다〉 (1993)
- 〈소는 여관으로 들어온다 가끔〉 (1993)
- 〈은어낚시통신〉 (1994)
- 〈사막의 거리, 바다의 거리〉 (1994)
- 〈새무덤〉 (1994)
- 〈신라의 푸른 길〉(1994)
- 《옛날 영화를 보러 갔다》(1994)
- 《피아노와 백합의 사막》(1995)
- 〈옛날 영화를 보러 갔다〉 (1995)
- 〈남쪽 계단을 보라〉 (1995)
- 〈추억의 아주 먼 곳〉 (1996)
- 〈지나가는 자의 초상〉 (1996)
- 《천지간》(1996)
- 〈정육점 여인에게서〉 (1996)
- 《빛의 걸음걸이》(1998)
- 《달의 지평선》(1998)
- 《코카콜라 애인》(1999)
- 《많은 별들이 한곳으로 흘러갔다》(1999)
- 《벙어리 꽃나무》(2000)
- 《미란》(2001)
- 〈그녀에게 얘기해주고 싶은 것들〉 (2001)
- 《사슴벌레여자》(2001)
- 《눈의 여행자》(중앙 M&B, 2003) ISBN 89-5757-160-4
- 《에스키모 왕자》(2003)
- 〈열두 명의 연인과 그 옆 사람〉 (2004)
- 〈누가 걸어간다〉 (2004)
- 《호랑이는 왜 바다로 갔나》(2005)
- 〈어머니의 수저〉 (2006)
- 《대설주의보》(2010)
- 《도자기 박물관》(2013)
- 《삐에로들의 집》(2016)

## 수상 경력
- 1990 《문학사상》신인상
- 1994 오늘의 젊은 예술가상
- 1996 제20회 이상문학상
- 1998 제43회 현대문학상
- 2003 제4회 이효석문학상
- 2007 제1회 김유정문학상
- 2012 제19회 김준성문학상[1]

## 등단 20주년
소설가 윤대녕은 2010년 신작 소설집 『대설주의보』를 발표하면서 책 속에 ‘작가의 말’을 이용해 ‘지난 20년간 내 책을 읽어 준 사람들께도 새삼스럽게 인사를 전하고 싶다. 부디 오래오래 소중히 생활하기를 간절히 바라 마지않음. 총총’라고 표현했다. 윤대녕이라는 1990년대를 대표하는 아이콘이 등장한 지 20년이 흘러 20주년을 맞아 첫 소설집 『은어낚시통신』, 장편 『호랑이는 왜 바다로 갔나』, 절판됐던 소설집 『많은 별들이 한곳으로 흘러갔다』 개정판도 출간됐다. 작가 윤대녕은 “독자에게 새삼 고맙다”며 독자의 애정에 감사를 표했다.